# Etelköz

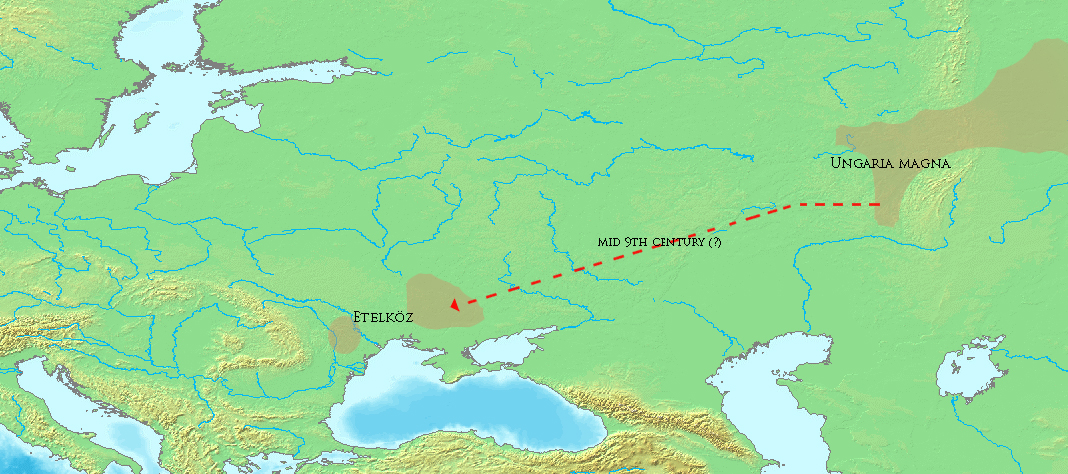
A magyarok vándorlása a honfoglalás kori régészeti leletanyag keleti párhuzamainak elterjedése alapján

Etelköz történeti–földrajzi fogalom, melyet az Árpád népe által a honfoglalást megelőzően birtokolt terület megjelölésére használnak. Az elnevezés egyetlen forrása VII. Kónsztantinosz, bizánci császár A birodalom kormányzásáról (De Administrando Imperio) című műve.
Kónsztantinosz különböző kézirataiban – 38. fejezet, 30. szakasz, illetve 40. fejezet, 24. szakasz – a kérdéses szókapcsolatnak ötféle lebetűzését találjuk:
Atel kai Ouzou (Ἀτελ και Oὐζoυ) – Atel és Úz (38: 30);
Atelk Ouzou (Ἀτελκ Oὐζoυ) – Atelk Úz (38: 30);
Atelkouzou (Ἀτελκoύζoυ) – Atelkúz (38: 30);
Atelouzou (Ἀτελoυζoυ) – Atelúz (38: 30);
Etel kai Kouzou (Ἐτὲλ καὶ Κoυζoῦ) – Etel és Kúz (40: 24).
Az Atelkouzou szóalak lehetne éppen Etelköz, az Atel kai Ouzou stb. kifejezésből azonban bajos a szóban forgó törökös–magyaros Etelközt megszerkeszteni. Ráadásul Kónsztantinosz szövegében (40: 24) az Etel kai Kouzuo szókapcsolat előtt egyes számú κατὰ τὴν ἐπωνυμίαν τοῦ… ποταμοῦ (folyó neve szerint) áll, nem pedig többes számú *κατὰ τὰς ἐπωνυμίας τῶν… ποταμῶν (folyók nevei szerint). Ennélfogva a megjelölt helyen csak egyetlen folyóról eshetik szó. A szövegből azonban az is kiviláglik, hogy itt nem folyóról beszél a szerző, hanem tartományról ὀ… τόπος… ὀνομάζεται.
„Ama helyet, ahol a turkok korábban laktak, a rajta áthaladó folyó neve szerint Etel és Kouzou-nak nevezik, és ott most a besenyők élnek”.

## A kelet-európai puszta a magyarok idejében
A kelet-európai pusztán fontos kereskedelmi utak vezettek keresztül. Északról délre a volgai, a doni és a dnyeperi vízi úton a normann–szláv oroszok a Kaszpi-tenger déli partján sorakozó kikötőkig, illetve a Fekete-tengerig, Bizáncig hajóztak.
Volt egy, a nevezett vízi utakra merőleges szárazföldi út is, mely északkeletről délnyugatra vezetett, és Volgai Bolgárországot kötötte össze Kijevvel, valamint a Kárpát-medencével.
A kereskedelmi útvonalakon elsősorban prémeket, cserzett bőröket, szőnyegeket és ötvöstárgyakat szállítottak. A kereskedelmet ókori szokásjog szabályozta, melybe beletartozott, hogy őseink – akik Király Péter szerint már a 811. évben felbukkantak az Al-Dunánál, és 834–836. között is említik őket ama tájon – a terület birtokosaként a kereskedőkaravánok átengedésének fejében vámot szedtek.
Fontos körülmény, hogy az egész kelet-európai puszta, és különösen a Don-síkság (e helyen közelít egymáshoz leginkább a Don és a Volga folyó) uraiként gyakorlatilag az egész térség kereskedelmét ellenőrizhették. Ez magyarázhatja az arab forrásokban fennmaradt adatokat a magyarok pompaszeretetéről és gazdagságáról, valamint hadaik kiváló felszerelését, s katonai erejüket is.
„Szovjet kutatók, köztük Sz. Sz. Sirinszkij, felfigyeltek arra, hogy a IX. század húszas éveitől kezdve a kazár–kijevi kereskedelemben zavar lép fel; ettől kezdve ugyanis a szláv területeken elmaradtak a (kazárokra jellemző) dirhemleletek. Úgy véljük, jogos feltételezés, hogy dél-oroszországi területen éppen az ősmagyarság beékelődése idézte elő ezt a változást.” – írja Erdélyi István.

## Az Etel név jelentése
Kelet- és Délkelet-Európában számos folyó viseli e nevet, illetve változatait, állítja Benkő Loránd, és megjegyzi, hogy a kazáni tatárban és a csagatájban e nyelvi elem folyó jelentésben is megvan.
Czuczor Gergely és Fogarasi János szerint a Volga folyó törökös nevének végső forrása a mongol Edshil ghool (Fejedelmi folyó, avagy Folyók fejedelme) szókapcsolat. A mondottakból következik, miszerint alighanem helytelen a jelző nélküli Etel stb. nevet bármely más kelet-európai folyóra ráaggatni, s e név jelentése általánosságban nemigen lehet folyó. S többek között ezért sem lehet a Budai Ézsaiás által megszerkesztett Etelköz a Dnyeper és a Szeret folyó között elterülő tartomány neve.
Az Etel név a törökségben általánosan a Volga folyót jelenti (csuvas Атăл, török, azeri İdil, kazak Edil stb.), így a viszony fordított is lehet. A jelentős folyó neve válhatott közszóvá, folyó jelentésűvé.

## Etelköz földrajzi helye
Vita tárgya, hogy „Etelköz” pontosan hol helyezkedett el. VII. Kónsztantinosz nyilvánvalóan két egészen különböző tartományról beszél. Első helyen (38. fejezet) a kelet-európai puszta nyugati felére, a Dnyeper, a Déli-Bug, a Dnyeszter, a Prut és a Szeret folyó vidékére, második helyen pedig (40. fejezet) a Volga és az Urál folyó tájára hivatkozik.
Kónsztantinosz császár, művének 38. fejezetében, ekként nyilatkozik:
„A besenyők helyét, amelyen abban az időben a türkök laktak, az ott levő folyók neve szerint hívják. A folyók a következők: első folyó az úgynevezett Baruch [Βαρούχ], második folyó az úgynevezett Bug [Κουβοῦ], harmadik folyó az úgynevezett Trullos [Τροῦλλος], negyedik folyó az úgynevezett Prut [Βροῦτος], ötödik folyó az úgynevezett Szeret [Σέρετος].” (Moravcsik Gyula fordítása.)
A császár, munkájának 40. fejezetében, így beszél:
„Azt a helyet pedig, amelyen a türkök korábban voltak, az ott keresztülmenő folyó nevéről Etelnek és Küzünek [Ἐτὲλ καὶ Κoυζoῦ] nevezik, s mostanában a besenyők lakják.” (Moravcsik Gyula fordítása.)
A magyar történészek a fentebb körülírt földrajzi helyet (pontosabban helyeket) Budai Ézsaiás 1811-ben közzétett munkája nyomán nevezik Etelköznek. Nagy hírű tudósaink feltételezése szerint a szóban forgó elnevezés a Don folyót jelölő – vagy általánosságban folyóvizet jelentő – ótörök eredetű Etel, illetve etel, és a magyar köz szó összetételével keletkezett. A valóságban a kelet-európai puszta török nyelvű lakói csak a Volgát illették Atil, Atel stb. címmel, illetőleg a kazárok Volga-menti fővárosát Itil névvel.
Kónsztantinosz császár a földrajzi hely meghatározásához öt folyó nevét adja meg. Vita a régi folyónevek azonosítása körül keletkezett. Leginkább valószínűnek tartott megfeleltetésük a következő:
- Baroukh = Dnyeper. Iordanes munkájában Danaber, „amelyet a hunnok saját nyelvükön Varnak neveznek”. Történészeink a Baroukh alakban lebetűzött nevet a héber eredetű barukh (áldott) szóval kapcsolják össze. Kónsztantinosz – állítják – híres művét görögül írta, de jól ismerte a Bibliát, melyben szintén szerepel e szó. A Baroukh megnevezés – bizonygatják érdemekben megőszült tudósaink – ekképpen származhat a zsidó vallást gyakorló kazároktól is.
- Koubou = Déli-Bug, esetleg az Azovi-tengerbe ömlő Kubány.
- Troullosz = Dnyeszter. A folyó neve a besenyők nyelvén (törökül) Turla volt.
- Broutosz = Prut. Több történész szerint is azonos a mai Románia és Moldova közötti határfolyóval.
- Szeretosz = Szeret. A romániai Moldvában ma is létezik ilyen nevű folyó; mellette laknak a moldvai csángók.

A Szeretosz kivételével a szóban forgó – görögösített – török névalakok mind megfeleltethetők a korábbi szkíta elnevezéseknek:
Borüszthenész (Βορυσθένης): Dnyeper – Baroukh;
Hüpanisz (‛Ύπανις): Déli-Bug – Koubou;
Türasz (Τύρας): Dnyeszter – Troullosz;
Porata (Πορατα): Prut – Broutosz;
Hieraszosz (Ιερασός): Szeret – Szeretosz.
A törzsszövetségi szálláshely kiterjedésével kapcsolatos elképzeléseket Tóth Sándor László 1998-ban az alábbiak szerint csoportosította:
- A „nagy Etelköz” elmélete szerint a magyar törzsek által birtokolt terület a Don és az Al-Duna között volt.
- A „közepes Etelköz” elmélete szerint a fent nevezett öt folyó vidéke volt Etelköz.
- A „kis Etelköz” elmélet támogatói úgy vélik, hogy az Al-Duna és a Don közötti terület tartozott a magyar érdekkörhöz, és ezen belül a Dnyeper és a Déli-Bug között, a Dnyeszter vidékén, vagy a Prut és a Szeret közén feküdt a tényleges szállásterület.[9]
- Etelköz ~ Folyóköz. Ibn Ruszta beszámolója nem mond ellent Kónsztantinosz leírásának. A 870. év körül a Don és az Al-Duna közötti térség lehetett Folyóköz. A magyarok a 852. évben jelentek meg Ostmark tartományban (beleértve a mai Dunántúlt is), a 881. évben pedig Bécs alatt csatáztak.[10]

Kánnai Zoltán szerint a bizánci császár a Volga folyóra és a török úz (oğus: oghuz) alakulatra hivatkozik: Ἀτελ = Volga, και = és, mellé, Oὐζoυ = úz. Másként fogalmazva: a császár elrontott szavaiból a magyar tudósok alkottak „Etelköz” nevű helyet. Eszerint a magyarok egyik része – Árpád népe – a Dnyeper, a Déli-Bug, a Dnyeszter, a Prut és a Szeret vidékét foglalta el, másik része pedig a Volga és az úzok lakóhelye közé, nevezetesen a Volga és az Urál folyó közötti pusztára költözött.

## Etelköz elfoglalásának időpontja
Az Etelközzel kapcsolatos kérdéskör nem merül ki a földrajzi hely meghatározásában. Etelköz Árpád népének utolsó hazája volt a honfoglalás előtt. Itt folytak le – állítják történészeink – olyan fontos események, mint például a vérszerződés, vagy egyes vélemények szerint a kazároktól elszakadt kavaroknak – a szakirodalomban sokszor helytelenül kabaroknak vagy kóboroknak – nevezett csoport csatlakozása.
Etelköz fontos a magyarok és a szlávok korai kapcsolatainak szempontjából is. A kutatásnak tehát ki kellene terjednie arra is, hogy Árpád népe mikor költözött át Levédiából Etelközbe. Mivel Kónsztantinosz műve semmiféle támpontot nem nyújt időrend felállítására, e kérdésben talán még nagyobb a bizonytalanság, mint a földrajzi hely meghatározásában.

## Kutatói vélemények
A korszak meghatározó kutatói Etelköz földrajzi helyével és elfoglalásának idejével kapcsolatban ekképpen vélekednek:
|                        | Etelköz földrajzi elhelyezkedése | Etelköz elfoglalásának ideje |
| ---------------------- | -------------------------------- | ---------------------------- |
| Vámbéry Ármin (1895)   | a Volga és a Dnyeper között      | –                            |
| Hóman Bálint (1908)    | a Dnyeper és a Duna között       | –                            |
| Bartha Antal (1968)    | az Al-Duna és a Dnyeper között   | 820.                         |
| Györffy György (1996)  | a Dnyepertől nyugatra            | 860.                         |
| Róna-Tas András (1996) | a Duna és a Dnyeper között       | 670.                         |
| Türk Attila (2015)     | a Duna és a Dnyeper között       | 833–850. táján               |

## Régészeti eredmények
Az elmúlt évek új leleteinek segítségével jelentős előrelépés történt Etelköz régészeti meghatározásával kapcsolatban. „A Dnyeszter Menti Köztársaság területén feltárt Szlobodzeja, illetve Ukrajnában a Dnyeper középső folyása mentén – elsősorban annak nyugati oldalán – elhelyezkedő Szubbotyici-horizontnak nevezett lelőhelycsoport (Szubotcy, Katerinovka, Korobcsino stb.) nagy valószínűséggel az írott forrásokból ismert Etelköz területét rajzolják ki. Az itt feltárt leletek közeli kapcsolatokat mutatnak egyrészt a Kárpát-medence honfoglalás kori, illetve a Volga–Dél-Ural vidék 8–10. századi régészeti hagyatékával.”
Fontos eredmény továbbá, hogy a fenti lelethorizont jól elkülöníthető a környező, főleg szláv népesség régészeti hagyatékától. A többféle kormeghatározási módszerrel a 9. század második felére keltezett temetkezésekből kiválóan követhető Etelköz és a szomszédos területek közötti kereskedelem: északról a szláv fazekasáruk érkezése, illetve délről a bizánci selyem megjelenése.

## Levédia kérdése
Az írott források által említett Levédiát és Etelközt a kutatók nagy része térben és időben elkülönítette, és Levédiát az Etelközt megelőző szállásterületnek tekintette. Kónsztantinosz De administrando imperio (DAI) művéből tudjuk, hogy a besenyők támadása miatt a magyar törzsek egy része nyugat felé költözött, Etelközbe. További támpont a Kazár Birodalom közelsége, illetve a törzsi szállásterület folyója, a Chidmas (Χιδμας), avagy Chingilus (Χιγγιλους), melyet azonban ki így, ki úgy azonosít, pl. Csinhul, Kodima. Az Inhulec (Ingulec) is szóba jöhet.
A nevezett támpontok alapján a kutatók többsége a Don és a Dnyeper közti területen kereste Levédiát, s a Don–Donyec vidékén a törzsszövetségi területet. Ugyanakkor elmondható, hogy „nincs régészeti nyoma annak, hogy a 6–8. század között az Ural vidékéről újabb népesség költözött volna” a Don és a Donyec közötti területre. „Régészetileg tehát jelenleg elfogadhatónak tűnik az a történelmi elképzelés, mely nem számol önálló levédiai szállásterülettel, hanem azt Etelköz – feltehetőleg keleti – részének tekinti.”
Elsőként Vékony Gábor vette észre, hogy a DAI 37. és 38. fejezetének összevetésével megállapítható Levédia fekvése. A két fejezet a magyarok és besenyők szállásterületeit sorolja fel. Az adatok térbeli elhelyezése alapján egyetlen helyes következtetés vonható le: Levédia a Volga alsó szakaszától keletre, az Urál folyó vidékén helyezkedett el. A történeti forrásból kinyert adat tehát ugyanarra a területre helyezi Levédia fekvését, ahol a fizikai antropológiai kutatások szerint a honfoglaló magyarok egyik csoportja kialakult a késő vaskorban, és ahonnan ismertek magyar jellegű régészeti leletek is.